# راک کریک پارک (کلرادو)
راک کریک پارک (به انگلیسی: Rock Creek Park) یک منطقهٔ مسکونی در ایالات متحده آمریکا است که در شهرستان ال پاسو، کلرادو واقع شده‌است. راک کریک پارک ۰٫۶۹ کیلومتر مربع مساحت و ۵۸ نفر جمعیت دارد و ۱٬۹۰۸٫۹۹ متر بالاتر از سطح دریا واقع شده‌است.